# Biserica „Sfinții Arhangheli Mihail și Gavriil” din Stroești
Biserica “Sfinții Arhangheli Mihail și Gavriil” din satul Stroești, comuna Todirești, județul Iași, ctitorie de la sfârșitul secolului al XV – lea a domnitorului Ștefan cel Mare, fiind terminată în anul 1550.